# 리드의 법칙
리드의 법칙(Reed's law)은 대규모 네트워크, 특히 사회 연결망의 효용이 네트워크 규모에 따라 기하급수적으로 확장될 수 있다는 데이비드 P. 리드(David P. Reed)의 주장이다.
그 이유는 연결망 참여자의 가능한 하위 그룹 수가 2N − N − 1(여기서 N은 참여자 수)이기 때문이다. 이는 어느 것보다 훨씬 빠르게 성장한다.
- 참가자 수, N 또는
- 가능한 쌍 연결 수, N(N − 1)/2(메칼프의 법칙을 따름).

따라서 참여할 수 있는 그룹의 효용이 그룹별로 매우 작더라도 결국 잠재적인 그룹 멤버십의 네트워크 효과가 시스템의 전체 경제를 지배할 수 있다.

## 같이 보기
- 요하이 벤클러
- 메칼프의 법칙
- 케빈 베이컨의 여섯 다리
- 데이비드 사르노프(사르노프의 법칙)
- 사회 자본